# Erivélto
Erivélto Martins, mais conhecido simplesmente como Erivélto (Santanésia, 10 de julho de 1954) é um ex-futebolista brasileiro, que atuava como meio-campo.
Seu nome foi uma homenagem de sua mãe, dona Nedina, que era fã do cantor e compositor Herivelto Martins.

## Carreira
Começou a jogar nos juvenis do Fluminense, em 1969.
É o maior artilheiro do Fluminense pela Seleção Brasileira Olímpica, Pré-Olímpica e Pan Americana, com um total de 16 gols marcados em 27 jogos. Pela Seleção Olímpica, ganhou o Pan da Cidade do México, em 1975 e o Pré-Olímpico em Recife, em 1976, além do 4º lugar nos Jogos Olímpicos de Montreal, em 1976.
Foi Bicampeão Carioca em 1975 e 76, como reserva de Rivellino. Pelo time principal do Fluminense fez 9 gols em 71 jogos.
Em 1977, por indicação de Zezé Moreira, foi para o Cruzeiro por empréstimo, numa troca que envolveu Dirceu Lopes. Pelo clube, se tornou titular absoluto e conquistou o título mineiro de 1977. Perdeu a posição para Alexandre e ficou no clube até 1980.
Em 1980, se transferiu para o Vila Nova, de Goiás, onde foi Campeão Goiano em 1980. Em 1981, foi trocado em definitivo por Zé Henrique e em 1982 foi campeão estadual novamente. Ficou até 1983 no clube.
Ainda em 1983, voltou a Minas, para atuar no Villa Nova.
Teve ainda uma passagem pelo Democrata, de Governador Valadares, em 1986, onde trabalhou com Vanderlei Luxemburgo, antes de abandonar o futebol, em 1988, novamente no Villa Nova, onde já iniciou seu trabalho como treinador.
Como técnico teve passagens por 6 clubes mineiros: Atlético Mineiro, América-MG, Cruzeiro, Ipatinga, Valeriodoce e Funorte.